# NGC 6140
NGC 6140 (również PGC 57886 lub UGC 10359) – galaktyka spiralna z poprzeczką (SBc/P), znajdująca się w gwiazdozbiorze Smoka. Odkrył ją William Herschel 3 czerwca 1788 roku.